# Monstre ordinaire
Albums de Lofofora
Lofofora
(2008)
Sorti le 24 octobre 2011, Monstre Ordinaire est le septième album studio de Lofofora.

## Titres
1. Utopiste - 4:54
2. Les évadés - 4:13
3. Élixir - 4:54
4. Les conquérants - 4:45
5. La merde en tube - 2:51
6. Le visiteur - 5:11
7. Ma folie - 4:54
8. Un mec sans histoires - 3:09
9. Cannibales - 4:38
10. Frustrasong - 3:36
11. La beauté et la bête - 7:39